# (11446) Betankur
(11446) Betankur est un astéroïde de la ceinture principale.

## Description
(11446) Betankur est un astéroïde de la ceinture principale. Il fut découvert le 9 octobre 1978 à Naoutchnyï par Lioudmila Jouravliova. Il présente une orbite caractérisée par un demi-grand axe de 3,06 UA, une excentricité de 0,20 et une inclinaison de 0,9° par rapport à l'écliptique.

## Compléments